# شارل لولون
شارل لولون (فرانسوی: Charles Lelong‎؛ ۱۸ مارس ۱۸۹۱ – ۲۷ ژوئن ۱۹۷۰) دونده ۴۰۰ متر اهل فرانسه بود.
وی در مسابقات کشوری و بین‌المللی در مجموع برندهٔ ۱ مدال نقره شده‌است.